# Comuna Ivanivka, Vradiivka
Ivanivka (în ucraineană Іванівка) este o comună în raionul Vradiivka, regiunea Mîkolaiiv, Ucraina, formată din satele Ivanivka (reședința) și Zaharivka.

## Demografie
Componența lingvistică a comunei Ivanivka
     Ucraineană (96,49%)
     Română (2,42%)
     Rusă (1,09%)
Conform recensământului din 2001, majoritatea populației comunei Ivanivka era vorbitoare de ucraineană (96,49%), existând în minoritate și vorbitori de română (2,42%) și rusă (1,09%).